# Geschützter Landschaftsbestandteil Obstweide (Mimberge)
Der Geschützte Landschaftsbestandteil  Obstweide (Mimberge) mit 0,73 Hektar Flächengröße liegt östlich von einem Bauernhof bei Mimberge bzw. direkt südlich der L 682 im Stadtgebiet von Arnsberg im Hochsauerlandkreis. Die Fläche wurde 1998 mit dem Landschaftsplan Arnsberg durch den Kreistag des Hochsauerlandkreises als Geschützter Landschaftsbestandteil (LB) mit einer Flächengröße von 0,74 ha erstmals ausgewiesen. 2021 wurde der LB bei der Neuaufstellung des Landschaftsplans verkleinert erneut ausgewiesen.

## Beschreibung
Beim LB handelt es sich um eine alte Streuobstwiese.
Der Landschaftsplan führte 1998 zum Wert des LB aus: „Die Fläche hat lokale Bedeutung für Kleinsäuger und Insekten.“
Der Landschaftsplan führte 2021 bei der Neuaufstellung zum Wert des LB aus: „Die Obstweide weist einen sehr lückigen Baumbestand aus Äpfeln und Birnen auf. Die Bäume erreichen Stammdurchmesser nahe 30 cm und haben gut ausgebildete Kronen. Im Südwesten der Fläche stockt eine Esche mit einem Stammdurchmesser von über 60 cm. Die Fläche hat neben ihrem faunistischen Wert vor allem auch Bedeutung durch die Belebung des Landschaftsbildes in Hofrandlage.“
Als zusätzliche Entwicklungsmaßnahmen wurden festgesetzt, dass abgängige Obstbäume bis in die Zerfallsphase hinein zu erhalten sind und dann nachgepflanzt werden soll; vorhandene Fehlstellen mit standortangepassten Obstsorten zu ergänzen und die Bäume bei Bedarf gegen Verbiss zu schützen.

## Schutzgrund, Verbote und Gebote
Geschützte Landschaftsbestandteile haben laut Landschaftsplan eine besondere Funktion für die Gliederung und Belebung des Landschaftsbildes bzw. des umgebenden Offenlandes. Es kommt solchen Objekten in der Regel eine erhöhte Bedeutung als Bruthabitat für Hecken- und Gebüschbrüter zu. Laut Landschaftsplan sind Geschützte Landschaftsbestandteile im Plangebiet durch ihren eigenständigen Charakter deutlich von der sie umgebenden „normalen“ Wald- und Feld-Landschaft zu unterscheiden.
Wie bei allen LB ist es verboten diese zu beschädigen, auszureißen, auszugraben oder Teile davon abzutrennen oder auf andere Weise in seinem Wachstum oder Erscheinungsbild zu beeinträchtigen. Unberührt ist jedoch die ordnungsgemäße Pflege eines LB.
Das LB soll laut Landschaftsplan „durch geeignete Pflegemaßnahmen erhalten werden, solange der dafür erforderliche Aufwand in Abwägung mit ihrer jeweiligen Bedeutung für Natur und Landschaft gerechtfertigt ist.“